# Langenfelde (Hamburg)

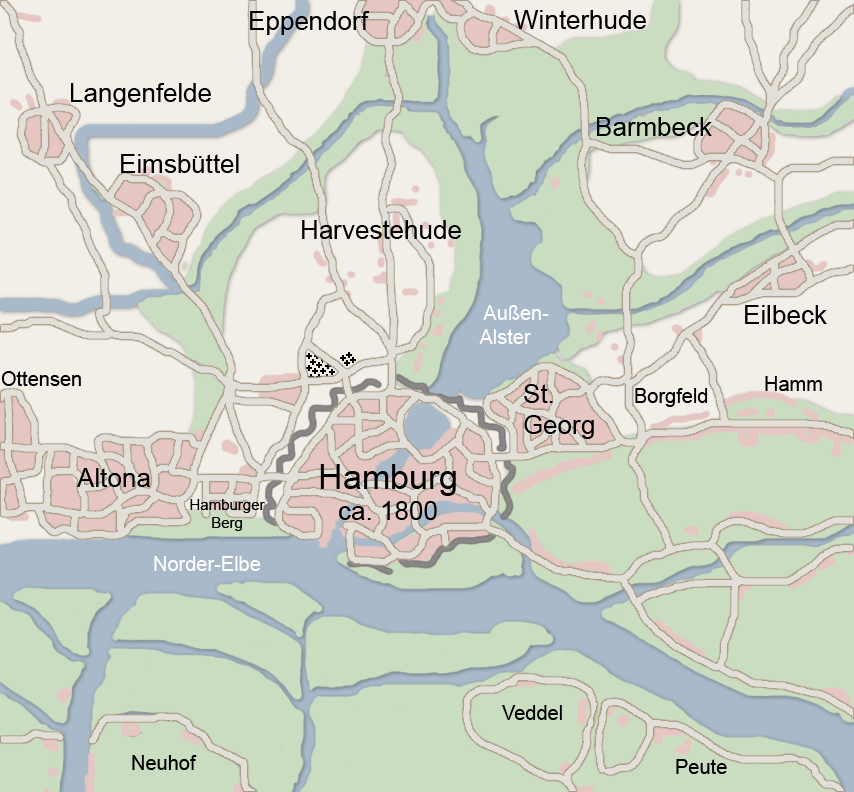
Hamburgs Umgebung um 1800

Der Ort Langenfelde gehört zum Stadtteil Stellingen im Hamburger Bezirk Eimsbüttel.
Bekannt ist Langenfelde vor allem durch das Bahnbetriebswerk Hamburg-Langenfelde und die Werkstatt der Mitropa.

## Geschichte
Am 1. Juli 1927 wurde Stellingen-Langenfelde nach Altona, am 1. April 1938 mit Altona nach Hamburg eingemeindet. Seit 1949 gehört es zum Bezirk Hamburg-Eimsbüttel.

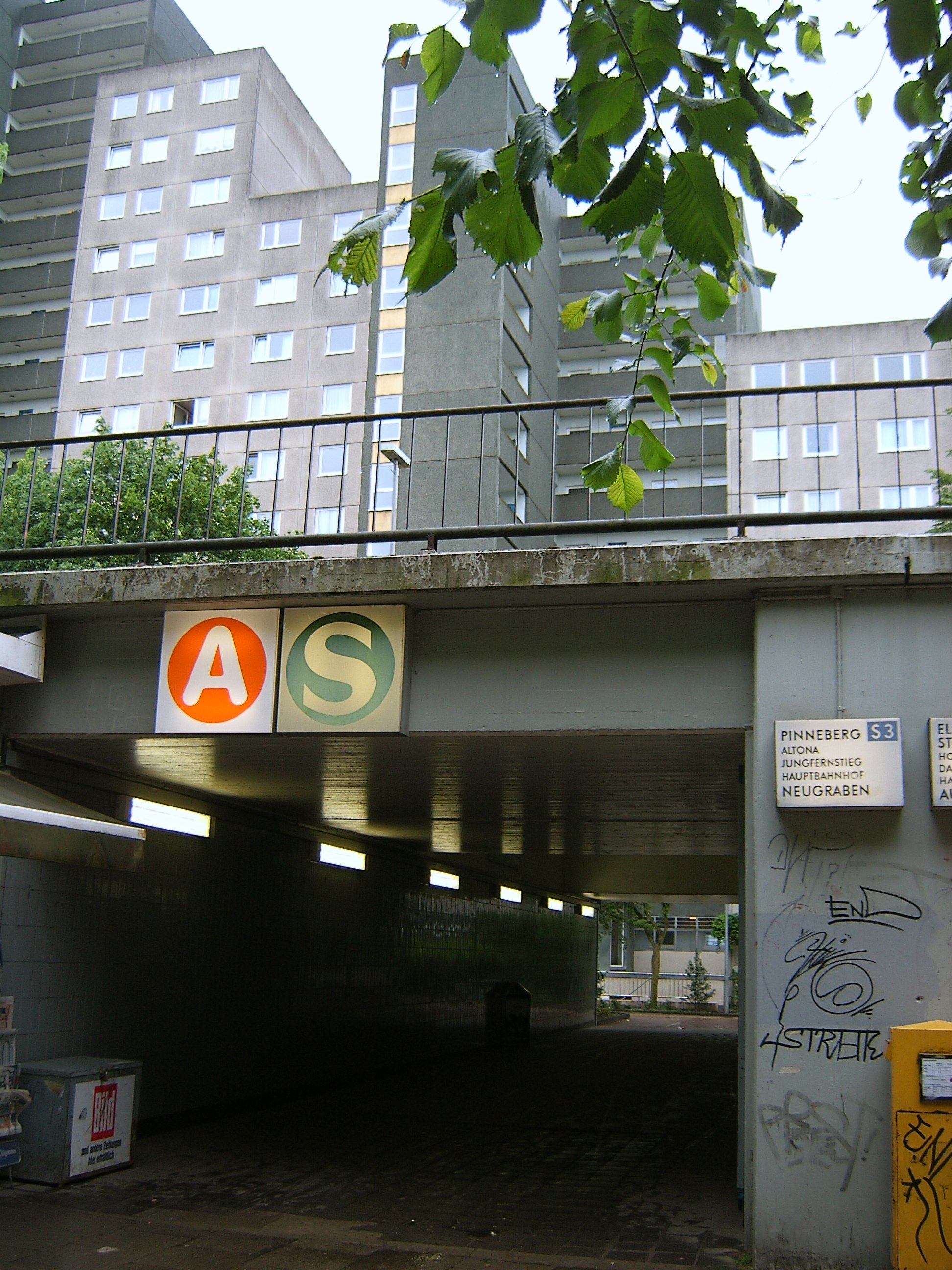
Bahnhof Langenfelde

## Verkehr
Der Ort liegt an der Altona-Kieler Chaussee, die 1830 bis 1832 als eine der ersten „Kunststraßen“ in Schleswig-Holstein ausgebaut wurde. Sie wurde später zur Reichs-, heute Bundesstraße 4.
Durch den Bau der Bundesautobahn 7 ist ihre Bedeutung für den Fernverkehr zwar gesunken, ist nun jedoch Autobahnzubringer zur Anschlussstelle Stellingen.
1884 eröffnete die AKN Eisenbahn die Strecke von Altona nach Kaltenkirchen mit einem Halt in Langenfelde.  1911 wurde die Strecke auf einen Damm verlagert und der Halt in Langenfelde geschlossen. Seit 1962 ist Langenfelde mit der Station gleichen Namens in das Netz der S-Bahn Hamburg integriert. Heute verkehren hier die Linien S3 und S5.

## Die Linse
Zwischen der Trasse der AKN und der Bahn nach Kiel hatte die Staatsbahn umfangreiches Gelände reserviert. Da es nicht genutzt wurde, war es an Kleingärtner verpachtet. In den 1960er Jahren begann die damalige Wohnungsgenossenschaft Langenfelde eG (heute „Baugenossenschaft Hamburger Wohnen eG“ durch Fusion mit der Baugenossenschaft Hamburg Nord-Ost eG in 2007), dieses Gelände für den Wohnungsbau zu nutzen. So entstand unter Mitwirkung des Architekten Bernhard Dexel eine „Insel“ zwischen den Gleisanlagen, ihrer Form wegen „Die Linse“ genannt.

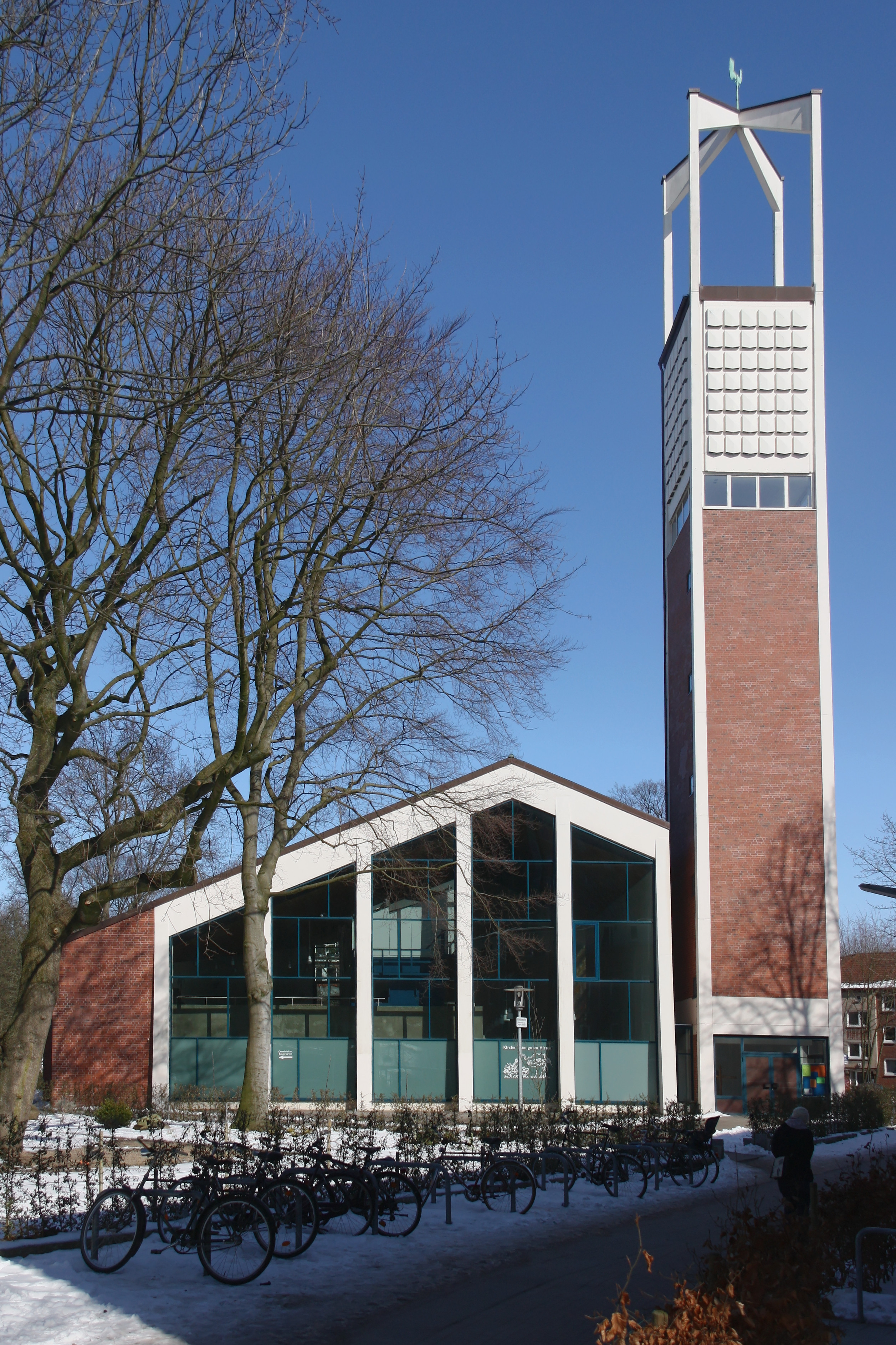
Kirche Zum guten Hirten in Langenfelde

## Religion
Seit dem 1. Januar 1959 hat Langenfelde eine eigene Ev. Luth. Kirchengemeinde, seit dem 29. Oktober 1961 eine eigene Kirche. 1962 kam eine Orgel (30 Register, 2228 Pfeifen) hinzu.